# الکتروکامپوننتس
الکتروکامپوننتس (انگلیسی: Electrocomponents) شرکت الکترونیک بریتانیایی است، که در سال ۱۹۳۷ تأسیس شد.